# Rebecca Romero
Rebecca Romero est une coureuse cycliste sur piste et rameuse anglaise, née le 24 janvier 1980 à Carshalton, Surrey. Elle a été championne du monde à la fois en cyclisme sur piste et en aviron.
Rebecca Romero a remporté la médaille d'argent du quatre de couple avec l'équipe du Royaume-Uni aux Jeux olympiques de 2004 à Athènes, et le titre de championne du monde de cette discipline en 2005. Souffrant du dos, elle se retire de l'aviron en 2006 et se lance dans le cyclisme sur piste. Elle progresse rapidement et, pour ses débuts en compétition internationale en décembre 2006, décroche la médaille d'argent de la poursuite lors de la manche de Moscou de la coupe du monde, battue par sa compatriote Wendy Houvenaghel.
Elle obtient sa première médaille en championnats du monde en mars 2007 avec l'argent de la poursuite. L'année suivante à Manchester, elle est sacrée championne du monde de cette discipline en battant la tenante du titre Sarah Hammer, puis remporte également la médaille d'or de la poursuite par équipes avec Houvenaghel et Joanna Rowsell.

## Palmarès en aviron

### Jeux olympiques
- Athènes 2004 :  Médaillée d'argent du quatre de couple (avec Frances Houghton, Debbie Flood, Alison Mowbray)

### Championnats du monde
- 2001 : 5e du quatre de couple
- 2002 : 5e du quatre de couple
- 2003 : 4e du deux de couple
- 2005 :  Championne du monde du quatre de couple

## Palmarès en cyclisme sur piste

### Jeux olympiques
- Pékin 2008 :  Championne olympique de la poursuite individuelle

### Championnats du monde
- Palma de Majorque 2007 :  Médaillée d'argent de la poursuite
- Manchester 2008 :  Championne du monde de poursuite
- Manchester 2008 :  Championne du monde de poursuite par équipes (avec Wendy Houvenaghel et Joanna Rowsell)

### Coupe du monde
- 2006-2007 :
  - 2e de la poursuite à Moscou
  - 2e de la poursuite à Manchester
- 2007-2008 :
  - 2e de la poursuite à Pekin
  - 1re de la poursuite à Copenhague

### Championnats nationaux
- Championne de Grande-Bretagne du contre-la-montre en 2006
- Championne de Grande-Bretagne de poursuite en 2007